# Xue Fuyan
Xue Fuyan (19 de julio de 1981) es una deportista china que compitió en judo. Ganó una medalla de oro en el Campeonato Asiático de Judo de 2004 en la categoría de +78 kg.

## Palmarés internacional
| Campeonato Asiático | Campeonato Asiático  | Campeonato Asiático | Campeonato Asiático |
| Año                 | Lugar                | Medalla             | Categoría           |
| ------------------- | -------------------- | ------------------- | ------------------- |
| 2004                | Almatý ( Kazajistán) | Medalla de oro      | +78 kg              |